# 20 december
20 december is de 354ste dag van het jaar (355ste dag in een schrikkeljaar) in de gregoriaanse kalender. Hierna volgen nog 11 dagen tot het einde van het jaar.

## Gebeurtenissen
- Algemeen

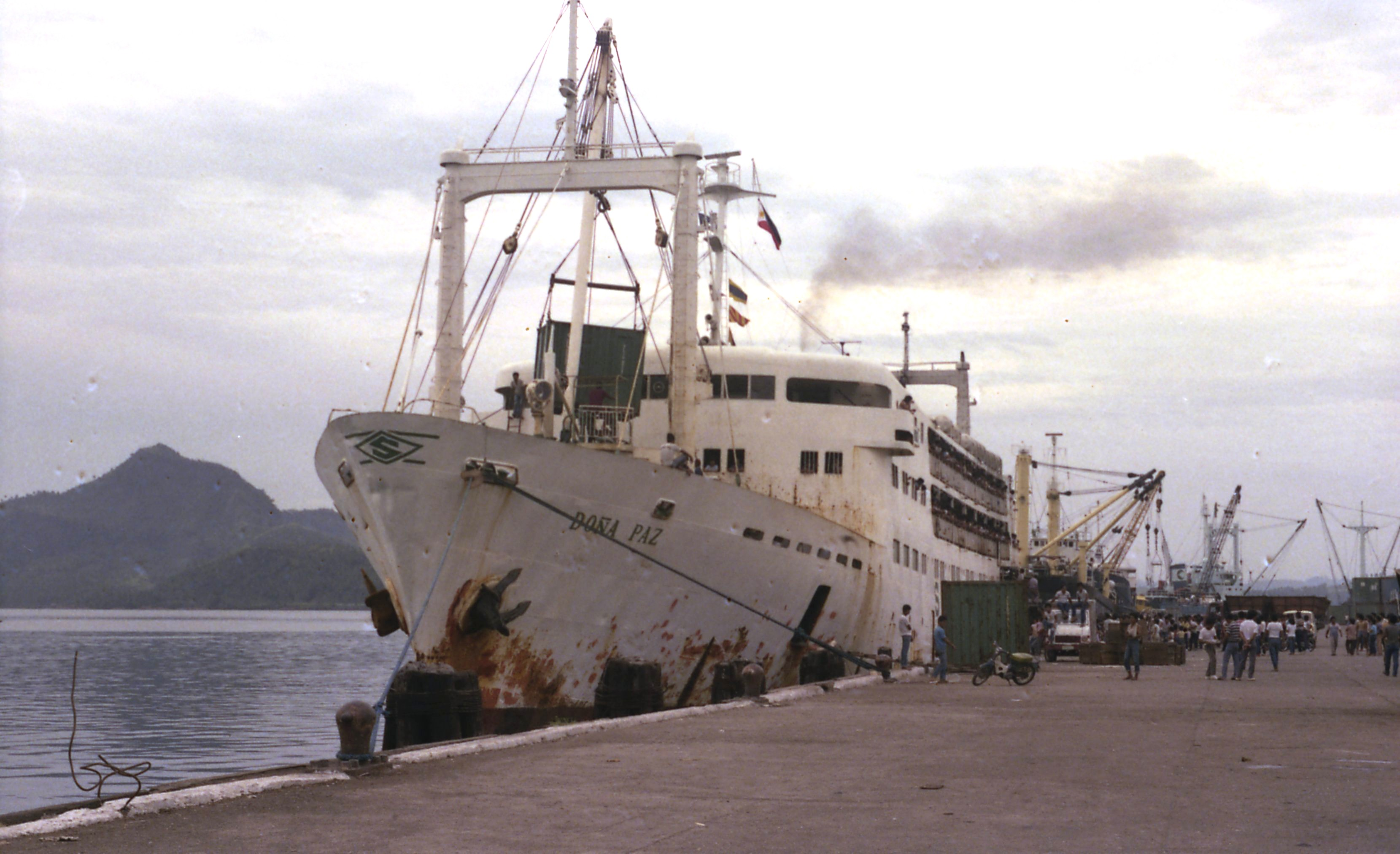
Doña Paz,
ramp met veerboot en olietanker in 1987

  - 1046 - Begin van de Synode van Sutri.
  - 1960 - De Duitse justitie arresteert Richard Baer, ex-commandant van Auschwitz.[1]
  - 1987 - De veerboot Doña Paz komt in aanvaring met de olietanker Vector en zinkt. Het vermoedelijke dodental daarbij is 4375.[1]
  - 1995 - 159 van de 163 inzittenden van een Boeing 757-200 van American Airlines komen om het leven in het zuidwesten van Colombia als het toestel vlak voor de landing in Cali tegen een berg vliegt.
  - 1999 - Portugal draagt Macau over aan Volksrepubliek China.[1]
  - 2024 - Een Saoedische arts van 50 jaar rijdt in op bezoekers van de Kerstmarkt in Maagdenburg. Veel gewonden en 5 doden, de jongste was 9 jaar.

- Criminaliteit en veiligheid
  - 2023 - Hoofdverdachte en oud-president Desi Bouterse wordt door het Hof van Justitie van Suriname in hoger beroep definitief veroordeeld tot 20 jaar gevangenisstraf vanwege zijn rol in de Decembermoorden van 1982.[2] De vier militairen Ernst Gefferie, Iwan Dijksteel, Benny Brondenstein en Stephanus Dendoe krijgen elk vijftien jaar opgelegd.[3]

- Kunst en cultuur
  - 2023 - De P.C. Hooft-prijs is dit jaar toegekend aan dichteres Astrid Lampe, volgens de jury "een van de meest eigenzinnige en genereuze dichters van onze tijd".[4]

- Media
  - 2013 - Het tweede seizoen van de Vlaamse versie van Belgium's Got Talent wordt gewonnen door Michael Lanzo.[5][6]
  - 2019 - Laatste uitzending van talkshow Pauw.
  - 2021 - Laatste aflevering van Veronica Inside.

- Oorlog
  - 1712 - Slag bij Gadebusch tijdens de Grote Noordse Oorlog.
  - 1808 - Start van het tweede Beleg van Zaragoza tijdens de Spaanse Onafhankelijkheidsoorlog.
  - 1994 - De Amerikaanse oud-president Jimmy Carter brengt een akkoord tot stand over een staakt-het-vuren in Bosnië-Herzegovina tussen het regeringsleger en de Bosnische Serviërs.

- Politiek
  - 1679 - Vorst Johan Maurits van Nassau-Siegen wordt opgevolgd door zijn neef en adoptiefzoon Willem Maurits.
  - 1917 - Oprichting van de Tsjeka, een Russische geheime dienst.
  - 1924 - Adolf Hitler wordt vrijgelaten. Tijdens zijn gevangenschap heeft hij het eerste deel van Mein Kampf geschreven.[1]
  - 1973 - De Spaanse premier Luis Carrero Blanco komt in Madrid om het leven bij een bomaanslag, gepleegd door vier ETA terroristen.[1]
  - 1986 - De staatsveiligheidsrechtbank in de West-Afrikaanse staat Togo veroordeelt dertien mensen ter dood wegens hun deelname aan een poging tot staatsgreep in september. Drie van de vonnissen gelden verdachten die niet in Togo zijn, onder wie Gilchrist Olympio, de zoon van de eerste president van het land.
  - 1989 - Begin van de Amerikaanse interventie in Panama.[1]
  - 1992 - De verboden protestantse paramilitaire groepering Ulster Volunteer Force schiet een katholieke man dood in zijn huis in Belfast. Volgens de groep was de man lid van het eveneens verboden Ierse Republikeinse Leger (IRA).
  - 2009 - President Hugo Chávez van Venezuela claimt dat een spionagevliegtuig van de Verenigde Staten het Venezolaanse luchtruim heeft geschonden.
  - 2023 - In een rechtszaak die is aangespannen door een groep kiezers in de Amerikaanse staat Colorado beslist het Hooggerechtshof dat Donald Trump tijdens de presidentsverkiezingen van 2024 niet op het stembiljet van die staat mag staan vanwege zijn rol in de bestorming van het Capitool op 6 januari 2021. Trump kan tegen deze beslissing in beroep gaan.[7][8]
  - 2023 - De ministers van Financiën van de 27 EU-lidstaten bereiken een akkoord over nieuwe begrotingsregels. De nieuwe regels zijn flexibeler dan de oude, maar dienen wel gehandhaafd te worden.[9]
  - 2023 - De EU-lidstaten en het Europees Parlement sluiten een migratiepact die de Europese vluchtelingencrisis moet gaan verminderen. Belangrijke punten zijn onder meer dat vluchtelingen bij de buitengrenzen van de EU krijgen te horen of ze worden toegelaten en het sneller kunnen terugsturen van migranten die uit als veilig beschouwde landen komen. Vanaf 2026 moeten de nieuwe regels gaan gelden.[10]

- Sport
  - 1998 - De handbalsters van Noorwegen winnen in Nederland voor het eerst de Europese titel. In de finale wordt titelhouder Denemarken met 24-16 verslagen.
  - 2021 - Harrie Lavreysen wordt gekozen tot Wielrenner van het Jaar en krijgt de Gerrit Schulte Trofee. Annemiek van Vleuten is Wielrenster van het Jaar en krijgt de Keetie van Oosten-Hage Trofee. Mick van Dijke krijgt als Renner van de Toekomst de Gerrie Knetemann Trofee.[11]
  - 2023 - Bij het NOC*NSF sportgala in Utrecht worden Femke Bol en Mathieu van der Poel verkozen tot sportvrouw en sportman van het jaar, Diede de Groot en Joël de Jong tot parasportvrouw en parasportman van het jaar en de 4x400 meter estafettevrouwen prolongeren hun titel van sportploeg van het jaar. De rolstoelbasketbalvrouwen worden parasportploeg van het jaar en Eelco Meenhorst wordt coach van het jaar.[12] Ada Kok ontvangt tijdens het gala de Fanny Blankers-Koen Carrièreprijs en Niels Laros wordt verkozen tot Young Talent.[13][14]
  - 2024 - Kevin Doets verslaat iets na middernacht na een spannende wedstrijd voormalig Wereldkampioen Michael Smith in de tweede ronde van PDC World Darts Championship 2025.

- Wetenschap en technologie
  - 1904 - Oprichting van het Mount Wilson Observatorium.[15]
  - 1951 - Eerste productie van elektriciteit uit kernenergie, met behulp van de EBR-1 reactor, in Idaho in de VS.[1]

## Geboren

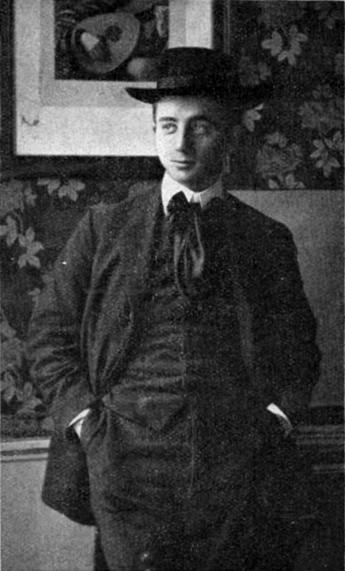
Max Blokzijl,
geboren in 1884

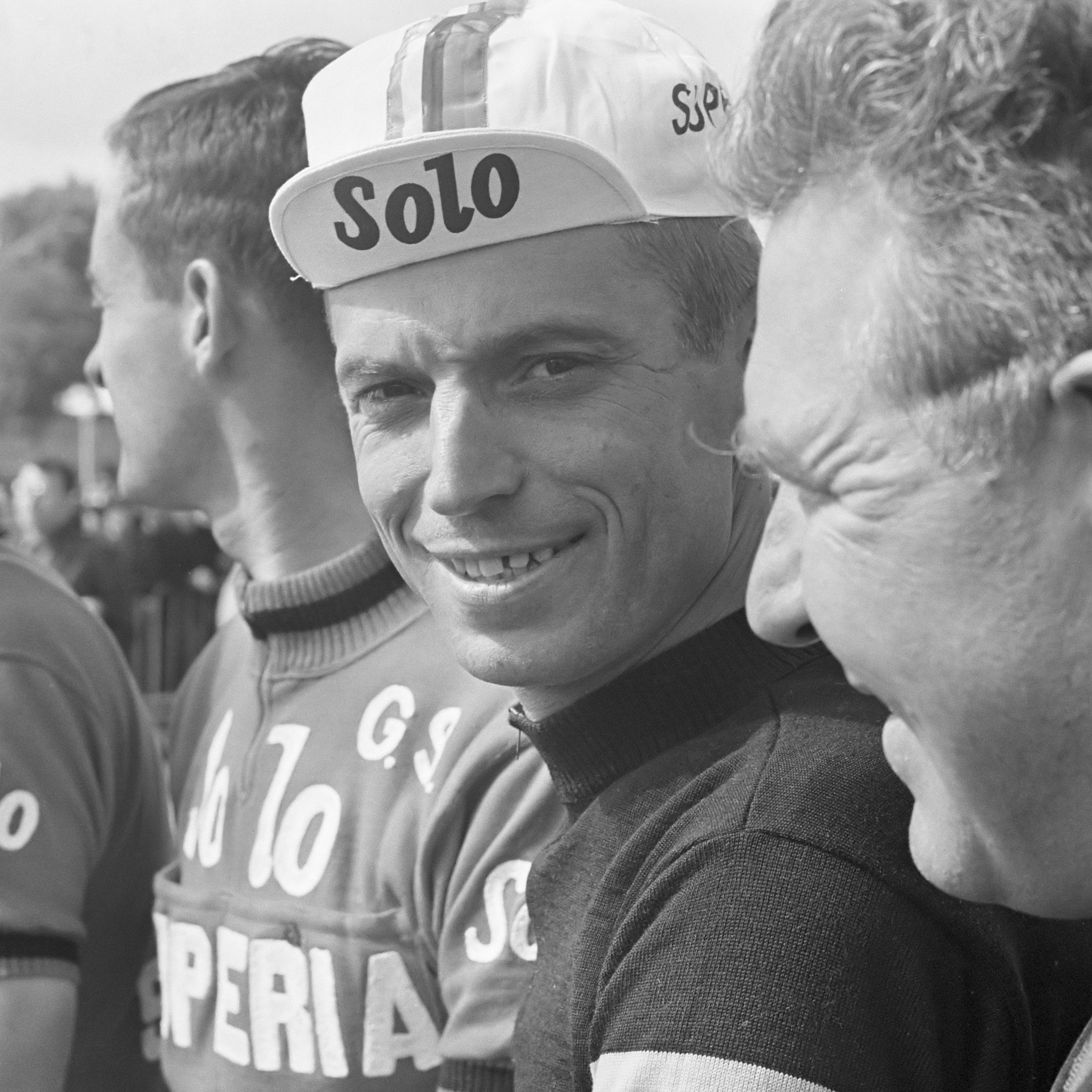
Rik Van Looy,
geboren in 1933

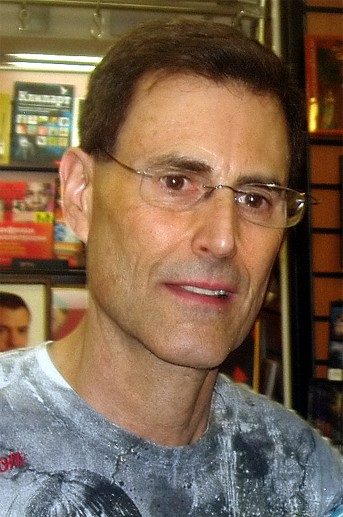
Uri Geller,
geboren in 1946

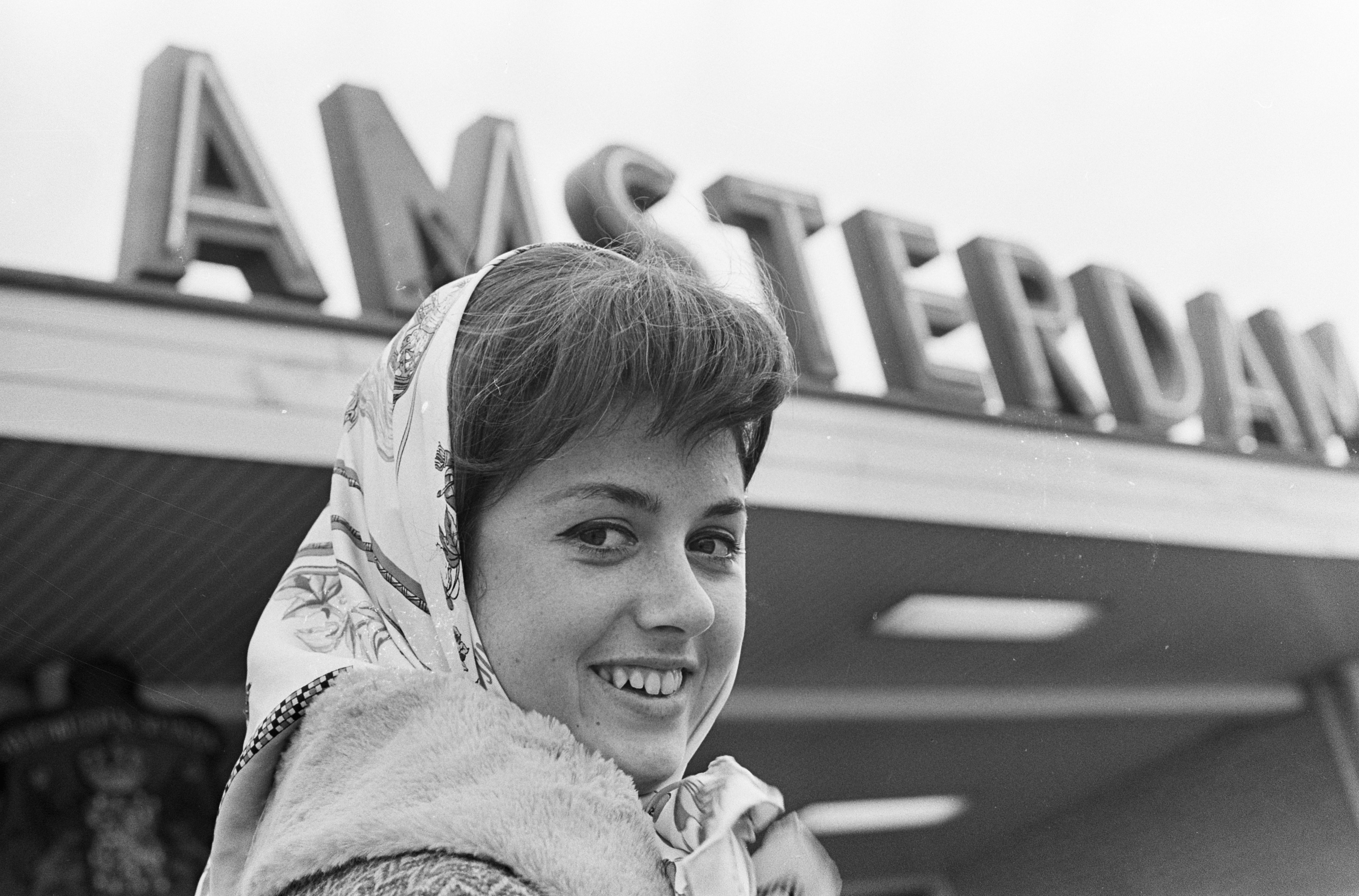
Gigliola Cinquetti,
geboren in 1947

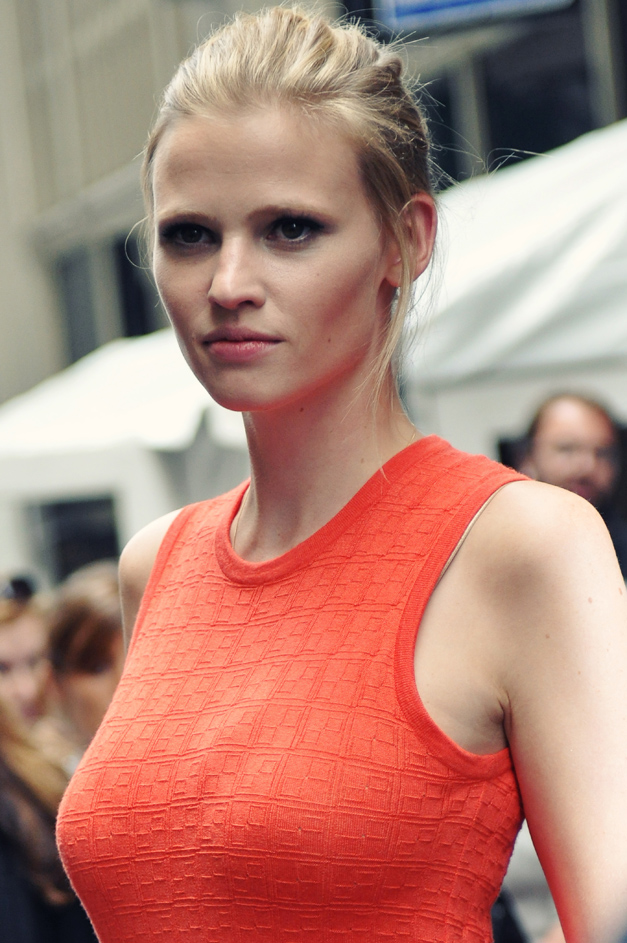
Lara Stone,
geboren in 1983

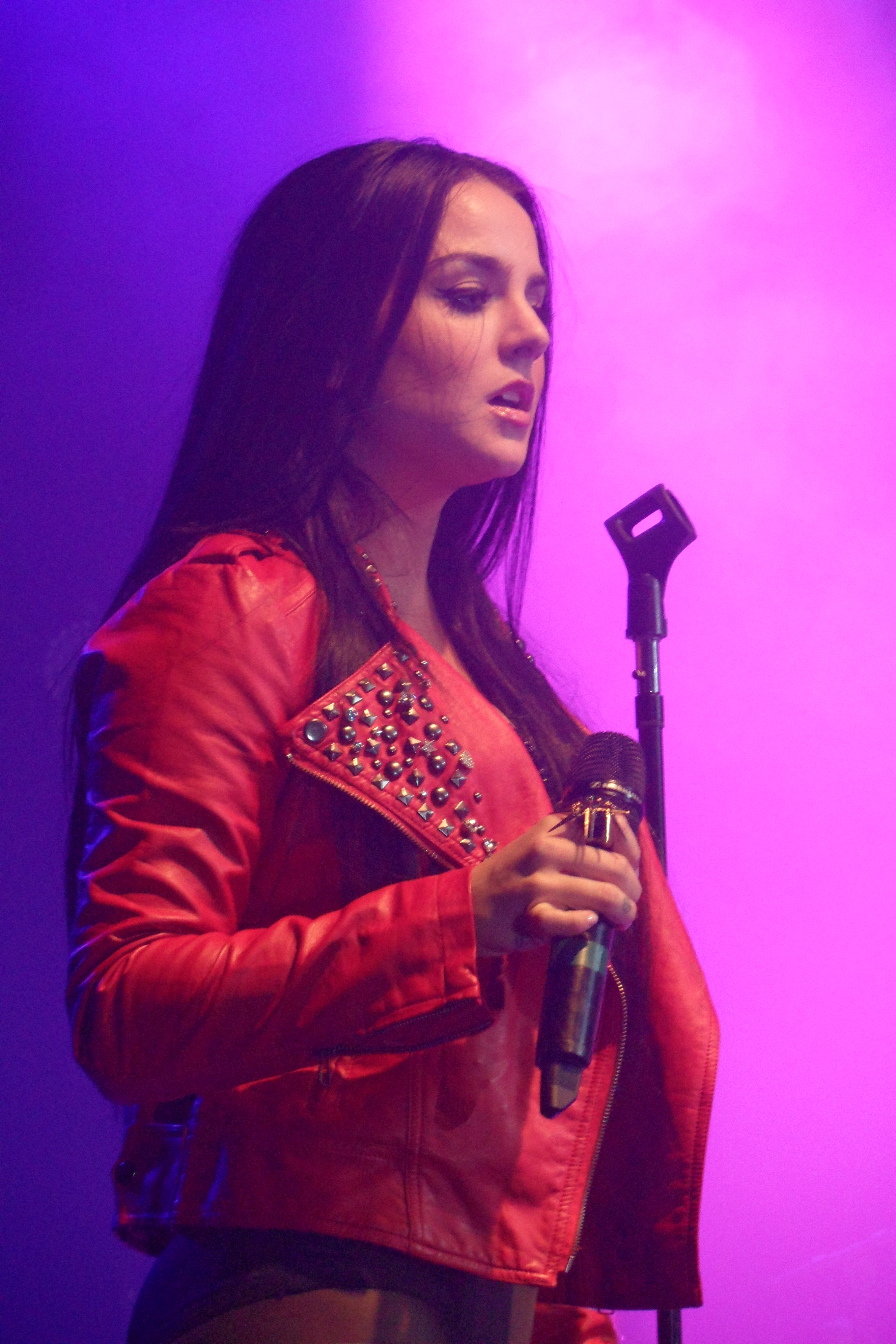
JoJo,
geboren in 1990

- 1537 - Johan III van Zweden, Zweeds koning (overleden 1592)
- 1757 - Joseph Schubert, Duits componist (overleden 1837)
- 1803 - Lambertus van den Wildenbergh, Nederlands schilder, tekenaar en fotograaf (overleden in of na 1857)
- 1829 - Albert Rubenson, Zweeds componist en violist (overleden 1902)
- 1841 - Ferdinand Buisson, Frans Nobelprijswinnaar (overleden 1932)
- 1856 - Ferdinand Avenarius, Duits dichter en activist (overleden 1923)
- 1858 - Jan Toorop, Nederlands schilder en graficus (overleden 1928)
- 1859 - Antoon Derkinderen, Nederlands schilder en ontwerper (overleden 1925)
- 1876 - Robert de Kerchove d'Exaerde, Belgisch politicus (overleden 1954)
- 1884 - Max Blokzijl, Nederlands zanger en journalist (overleden 1946)
- 1888 - Jean Bouin, Frans atleet (overleden 1914)
- 1890 - Jaroslav Heyrovský, Tsjechisch wetenschapper (overleden 1967)
- 1898 - Irene Dunne, Amerikaans actrice (overleden 1990)
- 1898 - Heitor Marcelino Domingues (Heitor), Braziliaans voetballer (overleden 1972)
- 1902 - George Edward Alexander Windsor, Engels hertog (overleden 1942)
- 1902 - Louis Major, Belgisch politicus (overleden 1985)
- 1903 - Domingo Tarasconi, Argentijns voetballer (overleden 1991)
- 1904 - Maurice Iweins d'Eeckhoutte, Belgisch diplomaat (overleden 1976)
- 1907 - István Bárány, Hongaars zwemmer (overleden 1995)
- 1909 - Diane Ellis, Amerikaans actrice (overleden 1930)
- 1911 - Mathilde Boniface, Belgisch politica en militante (overleden 1986)
- 1911 - Hortense Calisher, Amerikaans schrijfster (overleden 2009)
- 1914 - Richard Menapace, Oostenrijks wielrenner (overleden 2000)
- 1917 - Audrey Totter, Amerikaans actrice (overleden 2013)
- 1918 - Achiel Buysse, Belgisch wielrenner (overleden 1984)
- 1920 - Samuel Esmeijer, Nederlands knokploegleider tijdens de Tweede Wereldoorlog (overleden 1944)
- 1920 - Väinö Linna, Fins schrijver (overleden 1993)
- 1921 - Jaap Kamphuis, Nederlands predikant en theoloog (overleden 2011)
- 1921 - Thomas Jerome Welsh, Amerikaans bisschop (overleden 2009)
- 1922 - Marianne van der Heijden, Nederlands glazenier, graficus, mozaïekkunstenaar, schilder en textielkunstenaar (overleden 1998)
- 1922 - Beverly Pepper, Amerikaans schilderes en beeldhouwster (overleden 2020)
- 1924 - Friederike Mayröcker, Oostenrijks dichteres (overleden 2021)
- 1925 - Oriol Bohigas i Guardiola, Spaans architect, stedenbouwkundige en hoogleraar (overleden 2021)
- 1925 - Bob De Moor, Belgisch striptekenaar (overleden 1992)
- 1926 - Geoffrey Howe, Brits politicus (overleden 2015)
- 1927 - Kim Young-sam, Zuid-Koreaans politicus/ex-president (overleden 2015)
- 1929 - Lucien Jacques Baucher, Belgisch architect (overleden 2023)
- 1929 - Selim Ahmed al-Hoss, Libanees politicus; drievoudig premier en tweevoudig president (overleden 2024)
- 1930 - Sune Jonsson, Zweeds fotograaf en schrijver (overleden 2009)
- 1932 - Dirk van Dalen, Nederlands wiskundige en wetenschapshistoricus
- 1932 - John Hillerman, Amerikaans acteur (overleden 2017)
- 1933 - Rik Van Looy, Belgisch wielrenner (overleden 2024)
- 1939 - Kathryn Joosten, Amerikaans actrice (overleden 2012)
- 1939 - Cyrille Tahay, Belgisch politicus (overleden 2021)
- 1941 - Janine Bischops, Belgisch actrice
- 1942 - Hans Duistermaat, Nederlands wiskundige (overleden 2010)
- 1942 - Ellen Edinoff, Amerikaans-Nederlands danseres (overleden 2013)
- 1942 - Bob Hayes, Amerikaans atleet en Americanfootballspeler (overleden 2002)
- 1945 - Peter Criss, Amerikaans drummer
- 1945 - Jean-Marc Guillou, Frans voetballer
- 1946 - Uri Geller, Israëlisch goochelaar
- 1946 - John Spencer, Amerikaans acteur (overleden 2005)
- 1947 - Gigliola Cinquetti, Italiaans zangeres
- 1947 - Hans Simons, Nederlands politicus (overleden 2019)
- 1948 - Henk den Arend, Nederlands voetballer
- 1948 - Abdulrazak Gurnah, Tanzaniaans schrijver en Nobelprijswinnaar
- 1948 - Alan Parsons, Brits componist, producer en zanger
- 1951 - Wolfgang Güldenpfennig, Oost-Duits roeier
- 1952 - Jenny Agutter, Engels actrice
- 1952 - Jakob Beks, Belgisch acteur
- 1954 - Alice May (Alie de Vries), Nederlands zangeres en componiste
- 1955 - Pierre Bokma, Nederlands acteur
- 1955 - Hans-Jürgen Riediger, Oost-Duits voetballer
- 1955 - Martin Schulz, Duits politicus
- 1956 - Blanche Baker, Amerikaans actrice, filmproducente en scenarioschrijfster
- 1956 - Damir Desnica, Kroatisch voetballer
- 1956 - Annette van Trigt, Nederlands verslaggeefster en televisiepresentatrice
- 1957 - Trix de Roos, Nederlands politica
- 1957 - Karin Spaink, Nederlands activiste, columniste, essayiste, publiciste, schrijfster en feminist
- 1957 - Anita Ward, Amerikaans zangeres
- 1958 - Karel Choennie, Surinaams R.K. geestelijke; sinds 2015 bisschop van Paramaribo
- 1958 - Dick Schoon, Nederlands oud-katholiek bisschop
- 1959 - Scott Goodyear, Canadees autocoureur
- 1959 - Ron Hulst, Nederlands scheikundige
- 1959 - Takeyuki Nakayama, Japans atleet
- 1959 - Françoise Van Poelvoorde, Belgisch atlete
- 1960 - Piet Keur, Nederlands voetballer
- 1960 - Kim Ki-duk, Zuid-Koreaans filmregisseur en scenarioschrijver (overleden 2020)
- 1961 - Freddie Spencer, Amerikaans motorcoureur
- 1962 - Manon Uphoff, Nederlands schrijfster
- 1963 - Joel Gretsch, Amerikaans acteur
- 1963 - Prinses Elena van Spanje, Spaans lid koninklijke familie
- 1964 - Robert Gustafsson, Zweeds komiek en acteur
- 1964 - Morten Løkkegaard, Deens politicus
- 1966 - Ed de Goeij, Nederlands voetbaldoelman
- 1966 - Matt Neal, Brits autocoureur
- 1966 - Paul Ritter, Brits acteur (overleden 2021)
- 1968 - Doina Ignat, Roemeens roeister
- 1968 - Karl Wendlinger, Oostenrijks formule-1 coureur
- 1969 - Alain de Botton, Zwitsers filosoof
- 1969 - Claus Eftevaag, Noors voetballer
- 1970 - Marianne van den Anker, Nederlands politica
- 1970 - Nicole de Boer, Canadees actrice
- 1970 - Chris Bruil, Nederlands badmintonner
- 1970 - Dolores Leeuwin, Nederlands presentatrice en actrice
- 1970 - Alister McRae, Schots rallyrijder
- 1970 - Todd Phillips, Amerikaans filmregisseur, producent en scenarioschrijver
- 1970 - Adrie Poldervaart, Nederlands voetbaltrainer
- 1973 - Antti Kasvio, Fins zwemmer
- 1973 - Merlien Welzijn, Surinaams-Nederlands politica (NSC)
- 1974 - Pietro Piller Cottrer, Italiaans langlaufer
- 1974 - Hubert Siejewicz, Pools voetbalscheidsrechter
- 1975 - Bartosz Bosacki, Pools voetballer
- 1977 - Ridouan Taghi, Nederlands-Marokkaans verdachte
- 1978 - Arturo ten Heuvel, Nederlands voetballer
- 1978 - Geremi Njitap, Kameroens voetballer
- 1978 - Bouabdellah Tahri, Frans atleet
- 1979 - Jonas De Roeck, Belgisch voetballer
- 1979 - David Forde, Iers voetballer
- 1979 - Titus Munji, Keniaans atleet
- 1979 - Michael Rogers, Australisch wielrenner
- 1980 - Michael Albasini, Zwitsers wielrenner
- 1980 - Israel Castro, Mexicaans voetballer
- 1980 - Ashley Cole, Engels voetballer
- 1980 - Martín Demichelis, Argentijns voetballer
- 1981 - Julien Benneteau, Frans tennisser
- 1981 - Soundos El Ahmadi, Nederlands comédienne
- 1981 - Melanie Scrofano, Canadees actrice
- 1982 - David Cook, Amerikaans zanger
- 1982 - Devon Kershaw, Canadees langlaufer
- 1983 - Jonah Hill, Amerikaans acteur
- 1983 - Chelsea Johnson, Amerikaans atlete
- 1983 - Xavier Reckinger, Belgisch hockeyer
- 1983 - Lara Stone, Nederlands model
- 1983 - Robert Tobin, Brits atleet
- 1983 - Ognjen Vukojević, Kroatisch voetballer
- 1984 - Bob Morley, Australisch acteur
- 1984 - Tommy Savas, Amerikaans acteur en filmproducent
- 1985 - Kimberley Klaver, Nederlands actrice
- 1988 - Denise Herrmann, Duits langlaufster
- 1990 - Jimmy Clairet, Frans autocoureur
- 1990 - Kaspars Dubra, Lets voetballer
- 1990 - JoJo (Joanna Levesque), Amerikaans zangeres en actrice
- 1991 - Jorge Luiz Frello (Jorginho), Italiaans-Braziliaans voetballer
- 1991 - Fabian Schär, Zwitsers voetballer
- 1992 - Martin Čater, Sloveens alpineskiër
- 1992 - Ksenia Makarova, Russisch-Amerikaans kunstschaatsster
- 1993 - Andrea Belotti, Italiaans voetballer
- 1993 - David Klein, Nederlands schaakgrootmeester
- 1994 - Ryan Thomas, Nieuw-Zeelands voetballer
- 1995 - Feliks Zemdegs, Australische speedcuber
- 1996 - Ben Barnicoat, Brits autocoureur
- 1996 - Jarrod Bowen, Engels voetballer
- 1997 - Hilde Jager, Nederlands judoka
- 1998 - Rick van Drongelen, Nederlands voetballer
- 1998 - Kylian Mbappé, Frans voetballer
- 1998 - Lilla Turányi, Hongaars voetbalster
- 1998 - Jeroen Verkennis, Nederlands voetballer
- 1999 - Dani Theunissen, Nederlands voetballer
- 2000 - Chad Letts, Jamaicaans voetballer
- 2000 - Olivier N'Zi, Ivoriaans voetballer
- 2000 - Jef Vermeiren, Belgisch atleet
- 2001 - Sepp van den Berg, Nederlands voetballer
- 2001 - Facundo Pellistri, Uruguayaans voetballer
- 2001 - Omar Rekik, Tunesisch-Nederlands voetballer
- 2003 - Oumar Diakité, Ivoriaans voetballer
- 2003 - India Fowler, Brits actrice
- 2003 - Leopold Querfeld, Oostenrijks voetballer
- 2005 - Melina Reuter, Duits voetbalster
- 2006 - Mirte van Bentum, Nederlands voetbalster

## Overleden
- 217 - Paus Zefyrinus

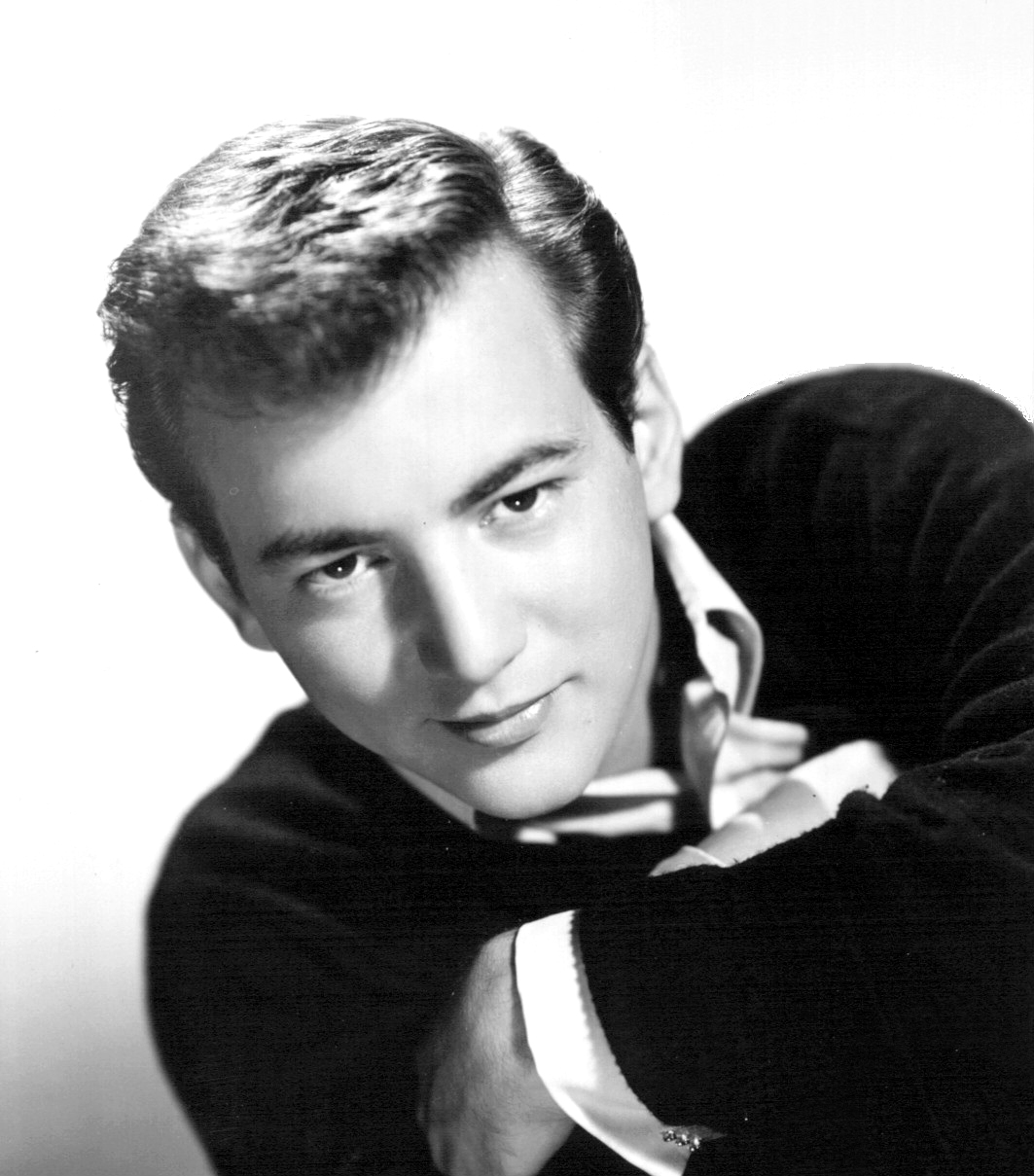
Bobby Darin,
overleden in 1973

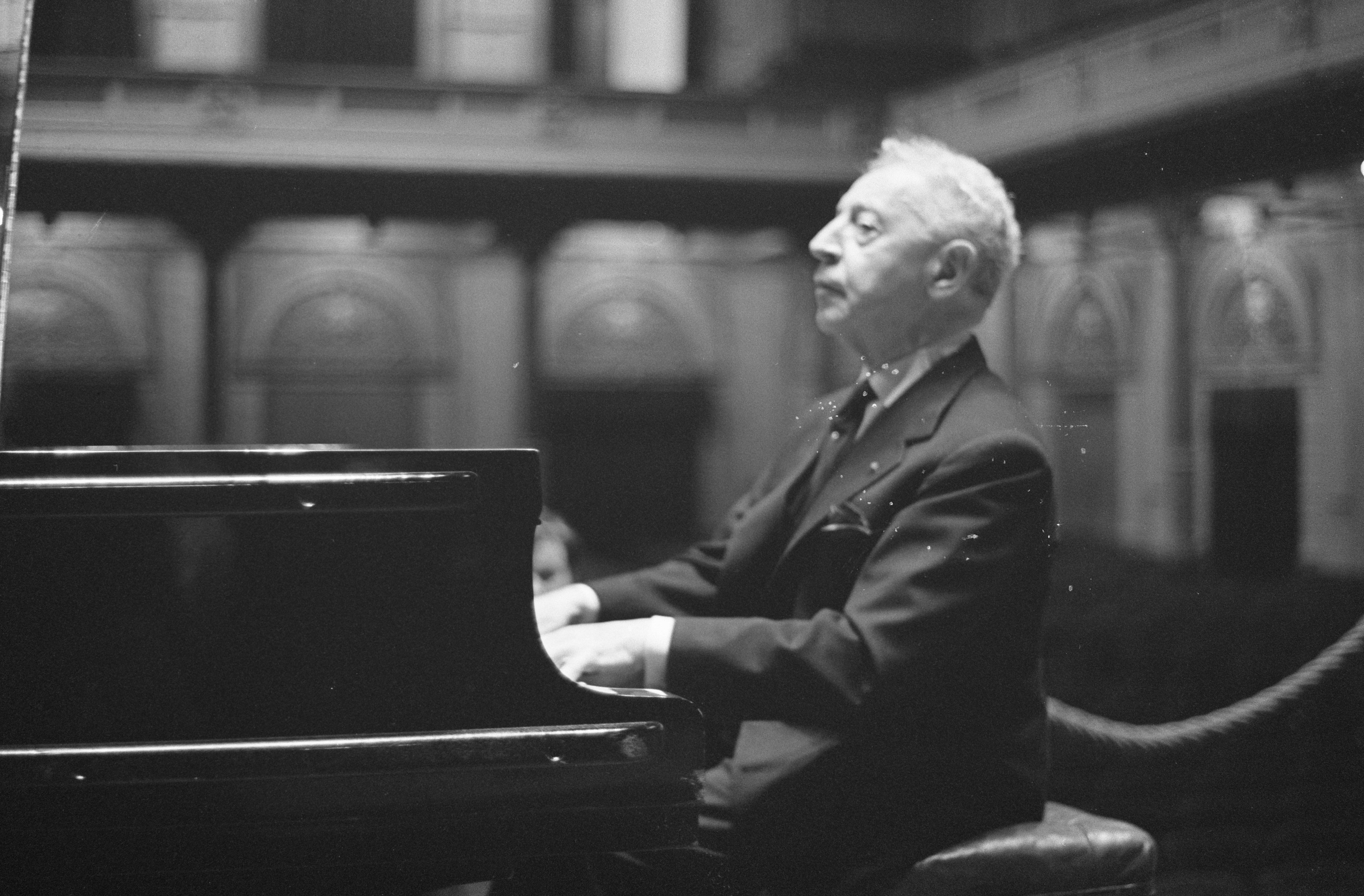
Arthur Rubinstein,
overleden in 1982

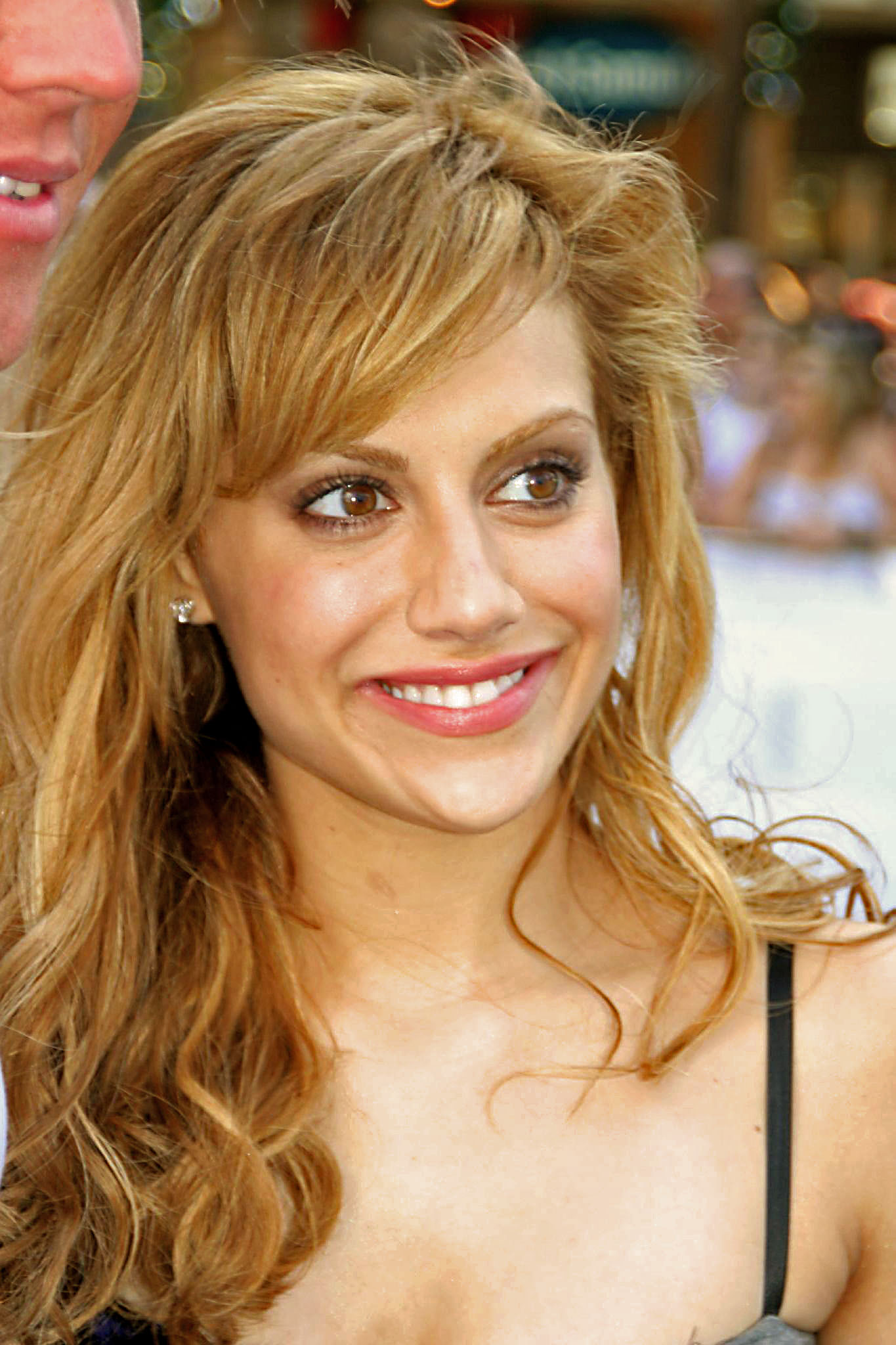
Brittany Murphy,
overleden in 2009

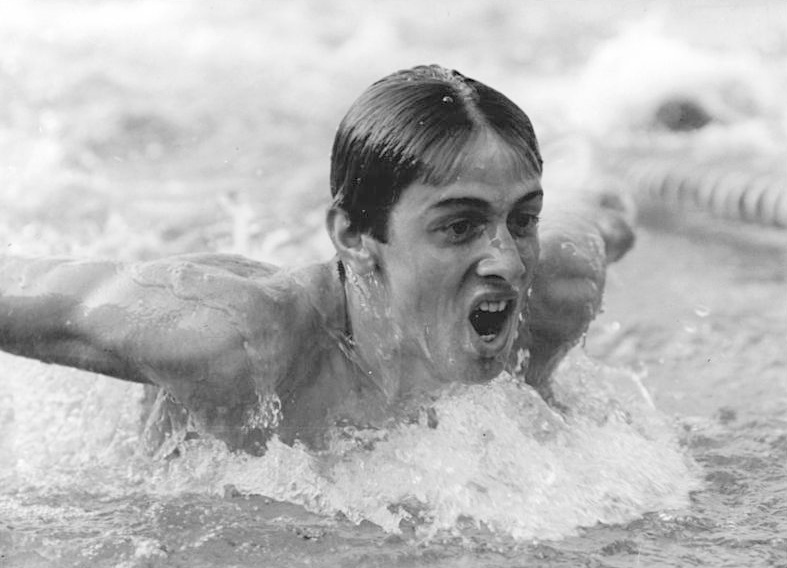
Roland Matthes,
overleden in 2019

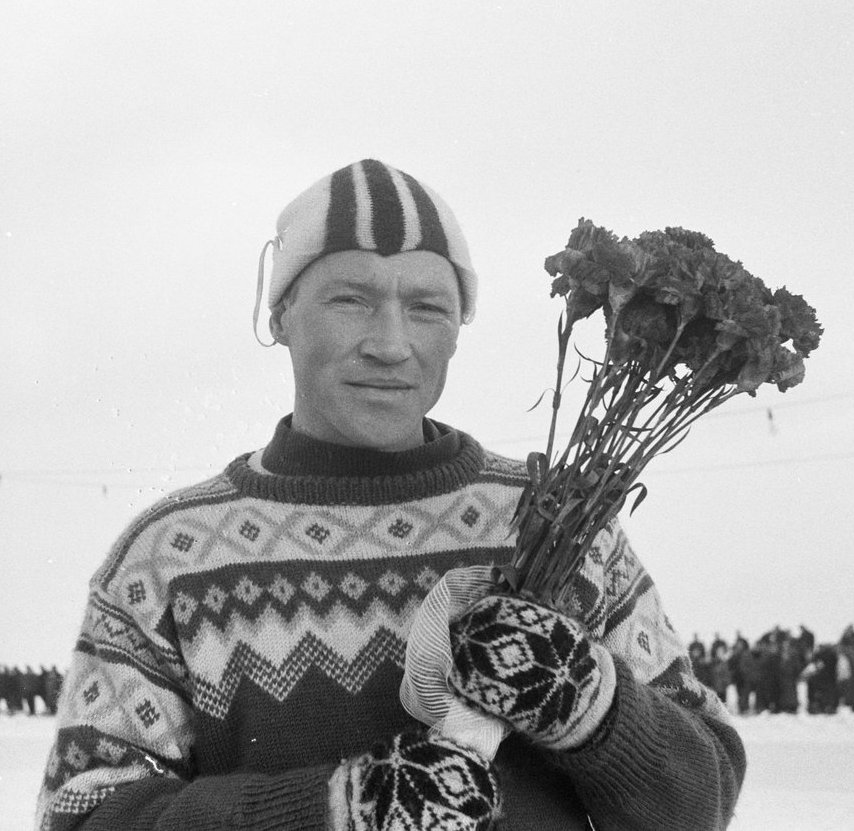
Reinier Paping,
overleden in 2021

- 910 - Alfons III van Asturië, Koning van Asturië, Galicië en León
- 1355 - Stefan Uroš IV Dušan, koning van Servië
- 1539 - Johannes Lupi, Nederlands polyfonist uit de Renaissance
- 1765 - Lodewijk Ferdinand van Frankrijk (36), Dauphin van Frankrijk, zoon van koning Lodewijk XV
- 1786 - Hannah Ocuish (12), Amerikaans terdoodveroordeelde, jongste geëxecuteerde persoon in de Amerikaanse geschiedenis.
- 1849 - William Miller (67), Amerikaans theoloog
- 1864 - Schelto van Heemstra (57), Nederlands politicus
- 1916 - Henry Wallis (86), Engels kunstschilder
- 1917 - Lucien Petit-Breton (35), Frans wielrenner
- 1934 - Julius Melzer (56), Braziliaans entomoloog
- 1941 - Aleksandr Vvedenski (37), Russisch schrijver en dichter
- 1947 - Honoré Jozef Coppieters (73), Belgisch bisschop van Gent
- 1950 - Enrico Mizzi (65), Maltees premier
- 1952 - Fritz Förderer (64), Duits voetballer
- 1957 - Jan Damen (59), Nederlands violist
- 1958 - Edouard Ronvaux (81), Belgisch politicus
- 1961 - Karel Van Wijnendaele (79), Belgisch sportjournalist
- 1968 - Max Brod (82), Tsjechisch/Israëlisch schrijver en componist
- 1968 - John Steinbeck (66), Amerikaans schrijver
- 1971 - Roy Oliver Disney (78), Amerikaans zakenman
- 1972 - Karel Kaers (58), Belgisch wielrenner
- 1973 - Luis Carrero Blanco (70), Spaans militair en politicus
- 1973 - Bobby Darin (37), Amerikaans zanger
- 1974 - Cy Marshall (72), Amerikaans autocoureur
- 1976 - Hans von Obstfelder (90), Duits generaal
- 1978 - Zdzisław Styczeń (84), Pools voetballer
- 1982 - Arthur Rubinstein (95), Pools/Amerikaans pianist
- 1984 - Stanley Milgram (51), Amerikaans psycholoog
- 1993 - William Edwards Deming (93), Amerikaans statisticus
- 1995 - Mary Dean (73), Amerikaans actrice, zangeres en songwriter
- 1995 - Maan Sassen (84), Nederlands politicus
- 1996 - Carl Sagan (62), Amerikaans astronoom en populariseerder van de wetenschap
- 2001 - Léopold Senghor (95), Senegalees dichter, filosoof, schrijver en staatsman
- 2003 - Coy Koopal (71), Nederlands voetballer
- 2005 - Loek Biesbrouck (84), Nederlands voetballer
- 2008 - Jo Crepain (58), Belgisch architect
- 2008 - Hugo Mann (95), Duits ondernemer
- 2008 - Albin Planinc (64), Sloveens schaakgrootmeester
- 2009 - Hoessein-Ali Montazeri (87), Iraans grootayatollah
- 2009 - Brittany Murphy (32), Amerikaans actrice
- 2010 - Jos Gemmeke (88), Nederlands verzetsstrijdster
- 2012 - Wout Ausma (84), Nederlands burgemeester
- 2012 - Tob de Bordes (85), Nederlands acteur en voordrachtskunstenaar
- 2012 - Leslie Claudius (85), Indiaas hockeyer
- 2013 - Pjotr Bolotnikov (83), Sovjet-Russisch atleet
- 2014 - Per-Ingvar Brånemark (85), Zweeds orthopedisch chirurg en professor
- 2014 - Oscar Coulembier (108), oudste man van België
- 2016 - Michèle Morgan (96), Frans actrice
- 2016 - Jan Andries de Nooij (92), Nederlands verzetsstrijder
- 2016 - Aleid Rensen-Oosting (77), Nederlands bestuurder
- 2017 - Jean-Jacques Guyon (85), Frans ruiter
- 2017 - Bernard Francis Law (86), Amerikaans kardinaal
- 2018 - Donald Moffat (87), Brits acteur
- 2019 - Junior Johnson (88), Amerikaans autocoureur en teameigenaar
- 2019 - Eduard Krieger (73), Oostenrijks voetballer
- 2019 - Roland Matthes (69), Duits zwemmer
- 2019 - Marko Orlandić (89), Montenegrijns en Joegoslavisch politicus
- 2020 - Jan Blaauw (92), Nederlands politiefunctionaris en publicist
- 2020 - Jacky Morel (88), Belgisch acteur
- 2020 - Chad Stuart (79), Brits zanger en muzikant
- 2020 - Peter Williams (81), Brits motorcoureur
- 2021 - Heinz Bigler (72), Zwitsers voetballer
- 2021 - Reinier Paping (90), Nederlands schaatser
- 2022 - Subroto (99), Indonesisch politicus
- 2023 - Harrie Smeets (63), Nederlands bisschop
- 2023 - Frits de Voogt (96), Nederlands roeier en ingenieur
- 2024 - Kurt Laurenz Metzler (83), Zwitsers beeldhouwer
- 2024 - Rey Misterio Sr. (Miguel Ángel López Díaz) (66), Mexicaans professioneel worstelaar

## Viering/herdenking
- Macau: Soevereiniteitsoverdracht aan de Volksrepubliek China in 1999
- Réunion: Afschaffing slavernij
- In het Romeinse Rijk viert men de saturnaliën ter ere van de zonnewende.
- Rooms-Katholieke kalender:
  - Heilige Ursan(ne) († c. 625)
  - Heilige Filogoon (van Antiochië) († 324)
  - Heilige Dominicus van Silos († 1073)
  - Heilige Ammon(ius) (van Alexandrië) († 249)
- Armeens-Apostolische kalender:
  - Heilige Abraham van Armenië († 432)
- Yalda

## Weerextremen

### Nederland
| | Officiële records | Officiële records | Officiële records |      | Landelijke records | Landelijke records | Landelijke records                                     |
| Gebeurtenis | Jaar              | Extreem           | Locatie           | Jaar | Extreem            | Locatie            |                                                        |
| --- | ----------------- | ----------------- | ----------------- | ---- | ------------------ | ------------------ | ------------------------------------------------------ |
| Laagste etmaalgemiddelde temperatuur (°C) | 1938              | −13,4             | De Bilt           |      | 1938               | −13,6              | Eelde                                                  |
| Hoogste etmaalgemiddelde temperatuur (°C) | 2015              | 11,6              | De Bilt           |      | 2015               | 12,6               | Woensdrecht                                            |
| Laagste minimumtemperatuur (°C) | 1938              | −15,1             | De Bilt           |      | 2010               | −16,9              | Lelystad                                               |
| Hoogste minimumtemperatuur (°C) | 2015              | 9,7               | De Bilt           |      | 2015               | 11,3               | Twenthe                                                |
| Laagste maximumtemperatuur (°C) | 1938              | −11,1             | De Bilt           |      | 1938               | −12,0              | Eelde                                                  |
| Hoogste maximumtemperatuur (°C) | 1989              | 13,9              | De Bilt           |      | 1932               | 15,1               | Maastricht                                             |
| Hoogste uurgemiddelde windsnelheid (m/s) | 1911              | 19,5              | De Bilt           |      | 1982               | 20,6               | Huibertgat                                             |
| Hoogste windstoot (m/s) | 1959              | 25,2              | De Bilt           |      | 2014               | 28,0               | Lauwersoog                                             |
| Langste zonneschijnduur (uur) | 1913, 2004        | 6,6               | De Bilt           |      | 2001 2004 2016     | 6,8                | Arcen Eindhoven, Maastricht, Vlissingen, Volkel Volkel |
| Langste neerslagduur (uur) | 2009              | 13,4              | De Bilt           |      | 2022               | 16,4               | Deelen                                                 |
| Hoogste etmaalsom van de neerslag (mm) | 1925              | 15,5              | De Bilt           |      | 1989               | 29,0               | Leeuwarden                                             |
| Laagste etmaalgemiddelde relatieve vochtigheid (%) | 1938              | 67                | De Bilt           |      | 1932 1973          | 61                 | Maastricht Soesterberg                                 |
| Laagste uurwaarde luchtdruk op zeeniveau (hPa) | 1925              | 968,3             | De Bilt           |      | 1925               | 965,4              | De Kooy                                                |
| Hoogste uurwaarde luchtdruk op zeeniveau (hPa) | 2007              | 1039,8            | De Bilt           |      | 1906               | 1041,5             | Eelde                                                  |
| Officiële records worden altijd gemeten op het KNMI-weerstation in De Bilt. Landelijke records kunnen worden gemeten op elk officieel KNMI-weerstation in Nederland. |                   |                   |                   |      |                    |                    |                                                        |

Uitzonderlijke gebeurtenissen
- 1925 - Officieel maandrecord laagste uurwaarde luchtdruk op zeeniveau in hPa van december gemeten in De Bilt: 968,3
- 1932 - Laatste landelijke zachte dag van het jaar gemeten in Maastricht (maximumtemperatuur ≥ 15 °C op een officieel weerstation)
- 1935 - Officieel laagste minimumtemperatuur in °C van het jaar gemeten in De Bilt: −6,1
- 1938 - Officieel maandrecord laagste etmaalgemiddelde temperatuur in °C van december gemeten in De Bilt: −13,4. Samen met 19 december 1938
- 1938 - Officieel laagste minimumtemperatuur in °C van het jaar gemeten in De Bilt: −15,1
- 1938 - Officieel maandrecord laagste maximumtemperatuur in °C van december gemeten in De Bilt: −11,1
- 1938 - Landelijk maandrecord laagste maximumtemperatuur in °C van december gemeten in Eelde: −12,0
- 1984 - Officieel hoogste minimumtemperatuur in °C van december dit jaar gemeten in De Bilt: 8,2
- 2006 - Officieel laagste minimumtemperatuur in °C van december dit jaar gemeten in De Bilt: −3,2
- 2010 - Officieel laagste minimumtemperatuur in °C van het jaar gemeten in De Bilt: −11,1. Samen met 27 januari
- 2010 - Officieel laagste minimumtemperatuur in °C van december dit jaar gemeten in De Bilt: −11,1
- 2022 - Officieel hoogste minimumtemperatuur in °C van december dit jaar gemeten in De Bilt: 8,3 (voorlopig)

### België
Dagrecords
- 1938 - Laagste etmaalgemiddelde temperatuur −13,1 °C.[18] Dit is de koudste dag ooit in de maand december.
- 1958 - Hoogste etmaalgemiddelde temperatuur 11,5 °C
- 1938 - Laagste minimumtemperatuur −15,8 °C[18]
- 1932 - Hoogste maximumtemperatuur 14,5 °C
- 1952 - Hoogste etmaalsom van de neerslag 21,8 mm

Uitzonderlijke gebeurtenissen
- 1927 - Koudste december-decade van de eeuw: gemiddelde temperatuur in Ukkel −5,4 °C.
- 1938 - Minimumtemperatuur tot −13,5 °C in Oostende, −15,8 °C in Ukkel en −20,7 °C op de Baraque Michel (Jalhay). Op verschillende plaatsen ligt ook de gemiddelde temperatuur onder −10 °C.
- 1952 - Einde van de natste decemberdecade van deze eeuw. Er is 95,1 mm neerslag gevallen.
- 1991 - Tornado met ernstige schade rond Perwijs, in Waals-Brabant.
- 2011 - Einde van de natste decemberdecade sinds het begin van de metingen in 1901. Er is 96,1 mm neerslag gevallen.

<< · 1 · 2 · 3 · 4 · 5 · 6 · 7 · 8 · 9 · 10 · 11 · 12 · 13 · 14 · 15 · 16 · 17 · 18 · 19 · 20 · 21 · 22 · 23 · 24 · 25 · 26 · 27 · 28 · 29 · 30 · 31 · >>